# Yllenus pseudovalidus
Yllenus pseudovalidus là một loài nhện trong họ Salticidae.
Loài này thuộc chi Yllenus. Yllenus pseudovalidus được Dmitri Viktorovich Logunov & Yuri M. Marusik miêu tả năm 2003.